# Associação dos Produtores de Música da Ucrânia
Associação dos Produtores de Música da Ucrânia (em ucraniano:  Українська асоціація музичних продюсерів) é uma empresa oficial que representa as indústrias fonográficas da Ucrânia. É também associada ao IFPI.